# Władysława Obidoska
Władysława Obidoska (ur. 22 listopada 1932 w Sokolnikach, zm. 11 maja 1986) – polska polityk, posłanka na Sejm PRL VIII kadencji.

## Życiorys
Córka Ludwika i Janiny. Uzyskała tytuł zawodowy magistra filologii polskiej na Uniwersytecie Poznańskim. W 1956 wstąpiła do Zjednoczonego Stronnictwa Ludowego, gdzie zasiadała m.in. w prezydium Wojewódzkiego Komitetu. Od 1958 do 1967 uczyła w szkole podstawowej. Była radną gminnej i miejskiej rady narodowej. Społecznie pracowała jako kurator sądowy w Sądzie Powiatowym w Wałczu. W latach 1974–1975 była tam naczelnikiem powiatu. W 1978 została wiceprezesem zarządu wojewódzkiego „Samopomocy Chłopskiej”. W latach 1980–1985 pełniła mandat posłanki na Sejm PRL VIII kadencji w okręgu Piła. Zasiadała w Komisji Handlu Wewnętrznego, Drobnej Wytwórczości i Usług, Komisji Przemysłu Ciężkiego, Maszynowego i Hutnictwa oraz w Komisji Rynku Wewnętrznego, Drobnej Wytwórczości i Usług.